# Давиде Астори
Давиде Астори (итал. Davide Astori; Сан Ђовани Бјанко, 7. јануар 1987 — Удине, 4. март 2018) био је италијански фудбалер. 

## Каријера
Започео је фудбалску каријеру у тиму Понтисола. У периоду од 2006. до 2008. године био је члан Милана, али није одиграо ни једну утакмицу, а у 2008. години потписује за Каљари. За Каљари је имао 174 наступа и постигао три гола. У сезони 2014-2015 игра за Рому, а 2015. се преселио у Фјорентину прво као позајмљени играч до краја сезоне 2015-2016, а затим је потписао стални уговор.
Астори је преминуо од срчаног удара у 31. години живота, у Удинама, када је пронађен мртав у својој хотелској соби пред утакмицу свог клуба против Удинезеа 4. марта 2018. године.

## Репрезентација
За италијанску репрезентацију дебитовао је 2011. године. Одиграо је укупно 14 утакмица за репрезентацију и постигао један гол.
Голови за репрезентацију
| #  | Датум         | Место                  | Противник | Гол | Резултат | Такмичење               |
| -- | ------------- | ---------------------- | --------- | --- | -------- | ----------------------- |
| 1. | 30. јун 2013. | Салвадор Баија, Бразил | Уругвај   | 1-0 | 2-2      | Куп конфедерација 2013. |